# Павиљон у Нишкој тврђави
Павиљон у Нишкој тврђави један је од три изложбена простора (галерија) Галерије савремених ликовних умуетности Ниш. Овај галеријски простор, смештен је у бившем Турском арсеналу у централном делу нишке тврђаве из 18. века. Простор правоугаоне основе, са својим архитектонским вредности јако је погодан не само за излагачке активности ликовних уметника већ и за концерте и друге акустичке представе. Павиљон у Нишкој Тврђави првенствено је намењен за организовање ауторских ликовних изложби и других мултимедијалних садржаја које по конкурсу одобри Уметнички савет ГСЛУН.

## Основни подаци
- Павиљон у Нишкој тврђави, налази се у централном делу нишке Тврђаве.
- Изложбена галерија је површине 305 m².
- Простор је додељен ГСЛУ Ниш, Уговором о уступању на коришћење, од стране оснивача, Скупштине града Ниша.[2]

## Историјат
Уметнички павиљон се налази у некадашњем турском арсеналу у Нишкој тврђави 50 m северно од Стамбол капије, саграђеном 1857. године. Објекат је правоугаоне основе, зидан од притесаног и необрађеног камена са четвороводним кровом покривен ђерамидама.
Педесетих година 20. века Ниш није имао погодан просторе за веће изложбе, јер омања сала у улици Маршала Тита (данас тржни центар „Форум” у Обреновићевој улици) није била одговарајућа, Град је приступио адаптацији старог Арсенала у Тврђави. Његовом реконструкцијом Ниш је добио модерно опремљен галеријски простор, који је свечано отворен ликовном изложбом у јесен 1957. године.
Године 1971, на објекту павиљона извршени су обимни радови на ревитализацији и адаптацији ентеријера, и постављена гипсана зидна конструкција и четири пара стубова који носе плафонску конструкцију са расветом.
Од септембра 2013. године, када је одлуком Владе Србије, Галерија савремених ликовних уметности Ниш, добила статус установе културе од националног значаја и постала прва установа те врсте у Нишу, Павиљон у Нишкој тврђави, као импозантан изложбени простор смештен у древном арсеналу, добио је посебан значај за културу не само Ниша већ и целе Србије и шире ван њених граница.

## Намена
Простор старог арсенала, површини од 304 квадратна метра, који својом архитектонском конструкцијом делује импозатно, пружа идеалне услове за:
- Излагачке активности уметника свих ликовних медија.
- Презентацију великог број различитих атрактивних уметничких изложби које се одликују необичним начином представљања (нпр инсталације).
- Одржавање камерних концерата и акустичних представа.
- Експерименталну арт сцену уметника из Нишког региона.
- Организовање сајмове књига, цветних аранжмана и других садржаја.